# Institut Landau de physique théorique
L'institut Landau de physique théorique (en russe : Институт теоретической физики имени Л. Д. Ландау) est un institut de recherche dépendant de l'académie des sciences de Russie, situé à Tchernogolovka (oblast de Moscou).

## Histoire
L'institut Landau est créé en 1964 pour prolonger les travaux menés par Lev Landau à l'école de physique théorique de Kharkiv. 
Dans les années 1990, l'institut fait face au départ de nombreux scientifiques vers des centres de recherche et des universités de premier plan à l'étranger. Il compte aujourd'hui une centaine de personnes.
L'institut est dirigé par Isaak Khalatnikov, puis par Vladimir Zakharov (en). Il a compté parmi ses membres Alekseï Abrikossov, Igor Dzialochinski (en), Lev Gorkov (en), Vladimir Gribov (en), Arkadi Migdal, Anatoli Larkine (en), Sergueï Novikov, Alexander Polyakov, Mark Azbel (en), Valeri Pokrovski (en), Emmanuel Rashba (en), Sergueï Iordanski, Yehoshua Levinson, Alexeï Starobinski, Alexei Kitaev, Vadim Berezinski, Sergueï Brazovski, Konstantin Efetov, David Khmelnitski, Vladimir Mineïev (en), Grigori Volovik (en), Paul Wiegmann (en), Leonid Levitov (ru), Alexandre Zamolodtchikov, Vadim Knijnik (en), Konstantin Khanine (en) et Iakov Sinaï.

## Domaines d'études
Les problèmes abordés à l'institut relèvent des domaines suivants : physique mésoscopique quantique, théorie quantique des champs, thermodynamique hors équilibre, physique mathématique, plasma et lasers, physique des hautes énergies.